# Le Bosc-Roger-en-Roumois
Le Bosc-Roger-en-Roumois település Franciaországban, Eure megyében. Lakosainak száma 3287 fő (2018. január 1.). Le Bosc-Roger-en-Roumois Bosnormand, Grand-Bourgtheroulde és La Londe községekkel határos.

## Népesség
A település népességének változása:
| Lakosok száma | 3144 | 3204 | 3635 | 3261 | 3287 |
|               | 2013 | 2015 | 2016 | 2017 | 2018 |